# Blanca Paloma
Blanca Paloma Ramos Baeza, född 9 juni 1989 i Elche, är en spansk sångare, scenograf och kostymdesigner.
Efter att ha avlagt en kandidatexamen i konst vid Universidad Miguel Hernández flyttade hon 2013 till Madrid för att göra karriär inom teater.
Blanca Paloma har komponerat musik till TV-serien Lucía en la telaraña. Hon tävlade i Benidorm Fest 2022 och slutade femma i finalen. Efter Benidorm Fest släppte hon ännu en singel "Niña de fuego".
2023 tävlade hon åter i Benidorm Fest och slutade som segrare vilket ledde till att hon representerar Spanien i Eurovision Song Contest 2023 med låten "Eaea".